# Dédé la musique
Pour les articles homonymes, voir Dédé.
Pour plus de détails, voir Fiche technique et Distribution.
Dédé la musique ou Dédé de Montmartre est un film français réalisé en 1939 par André Berthomieu, sorti en 1940.

## Synopsis
Dédé de Montmartre, ancien roi de l'accordéon, est devenu un mauvais garçon qui vit du trafic de drogue et de la prostitution. Il jette son dévolu sur une jeune fille, fraiche et naïve, Odette, vendeuse aux Galeries Lafayette. Mais il est touché par le charme de cette midinette..

## Fiche technique
- Titre : Dédé la musique
- Réalisation : André Berthomieu
- Scénario et dialogues : André Berthomieu, d'après le roman de Gaston Montho
- Photographie : Fred Langenfeld, Charles Suin, Marcel Franchi
- Son : René Louge
- Décors : René Moulaert
- Musique : Roger Dumas
- Montage : Renée Dely
- Directeur de production : Jean Mamy
- Production : Compagnie Internationale Cinématographique
- Pays d'origine :  France
- Format :  Noir et blanc - 1,37:1 - 35 mm - son mono
- Genre : Comédie dramatique
- Durée : 88 minutes
- Date de sortie :
  - France : fin 1940 en zone libre, mais 11 mars 1942 en zone occupée

## Distribution
- Albert Préjean : Dédé
- Line Noro : la grande Marcelle
- Annie Vernay : Odette
- Robert Le Vigan : Fernand l'Américain
- Raymond Aimos : Joe la Combine
- André Nicolle : le patron du bar
- Madeleine Suffel
- Albert Broquin
- Gaston Mauger
- Paul Villé